# Albert Kalonij
Albert Kalonji o Kalongi (Hemptinne, 6 giugno 1929 – 20 aprile 2015) è stato un politico della Repubblica Democratica del Congo, capo dell'etnia Baluba e imperatore del Sud Kasai.
L'avventura di Kalonji si inquadra nella storia del Congo subito dopo l'ottenimento dell'indipendenza del Paese nel 1960 e i successivi disordini interni. Durante questa guerra civile molte province si separarono dalla compagine statale e si dichiararono indipendenti. I fenomeni più importanti riguardarono il Katanga e il Sud Kasai. Quest'ultima provincia era abitata in prevalenza dalla numerosa etnia dei Baluba.
Albert Kalonji, che apparteneva ad una delle più importanti famiglie dell'etnia, il 9 agosto 1960 proclamò l'indipendenza della provincia del Sud Kasai con capitale Bakwanga. L'indipendenza durò de facto fino all'ottobre 1962.
Kalonji inizialmente si proclamò Capo supremo del popolo Baluba. Il 12 aprile 1961 un'assemblea di notabili concesse ad Albert Kalonji il titolo di Imperatore (Mulopwe) col nome di Kalonji I.
Poco dopo le truppe della Repubblica del Congo rinconquistarono la regione. Kalonji fu arrestato il 30 dicembre 1961. Il figlio di Kalonji riuscì tuttavia a tenere il potere fino all'ottobre 1962.
Successivamente Kalongi venne liberato e iniziò a collaborare con il primo ministro del Congo Patrice Lumumba. In anni recenti si è nuovamente proclamato formalmente Capo dei territori appartenenti ai Baluba.